# Південно-Муйський хребет
55°58′38″ пн. ш. 114°26′21″ сх. д. / 55.97722222° пн. ш. 114.4391667° сх. д.
Південно-Муйський хребет — гірський хребет в центральній частині Забайкалля, проходить по території Північно-Байкальського, Муйського і Баунтовського евенкійського районів Бурятії та Каларського району Забайкальського краю.
Південно-муйський хребет розташований у південно-західній частині Байкало-Станової області. Протягнувся із заходу на схід майже на 400 км від Баргузинської улоговини до верхів'їв річки Чара. У східній частині досягає найбільшої ширини 80 км. З півночі хребет обмежує Муйськая улоговина, з півдня — Баунтівська улоговина, зі сходу — річки Бамбуйка (річка) і Бамбуйка і Вітитим (Вітим).
Вища точка хребта — пік Муйський Гігант (3067 м).

## Топографічні карти
- Аркуш карти O-50-XXXII. Масштаб: 1 : 200 000. (рос.) Зазначити дату випуску/стану місцевості.
- Аркуш карти O-50-XXXIII. Масштаб: 1 : 200 000. (рос.) Зазначити дату випуску/стану місцевості.